# Dunia
Dunia är en spelmotor som grundar sig i Cry Engine 2, men är modifierad av ett utvecklingsteam på Ubisoft Montreal till Far Cry 2. En annan modifierad version av Dunia användes i James Cameron's Avatar: The Game. Assassin's Creed II använder sig av Far Cry 2:s vegetationsteknik, men använder inte Dunia-motorn själv (spelet körs på motorn Anvil).
Namnet kommer av ordet dunia som på flera språk, bland andra arabiska, urdu, hindi och swahili, betyder värld. Dunia används i bland annat Far Cry 2 som släpptes 23 oktober 2008.